# Velikooki tun
Velikooki tun (znanstveno ime Thunnus obesus) je vrsta tunov iz družine Scombridae, ki poseljuje odprte tropske in zmerno tople vode oceanov (Atlantski ocean, Tihi ocean in Indijski ocean).

## Opis
Velikooki tun je med 60 in 250 cm velika riba, ki lahko doseže preko 200 kg. Življenjska doba teh rib je med 10 in 12 let, spolno pa dozorijo v petem letu starosti. V severozahodnem Atlantiku se drstijo v juniju in juliju, v vzhodnem Atlantiku in Gvinejskem zalivu pa drstitev poteka januarja in februarja.
Velikooka tuna je svoje ime dobila po velikih očeh, ki jih ima na dokaj veliki glavi. Oblika telesa teh rib je izredno hidrodinamična, kar nakazuje odličnega plavalca. Prsne plavuti so pri tej vrsti dolge in lahko segajo vse do druge hrbtne plavuti. Pred repno plavutjo ima velikooki tun med 13 in 14 koščenih resic.
Jate velikookih tunov se v med lovom lahko potopijo tudi do 500 metrov globoko, s satelitskim spremljanjem pa so ugotovili, da se potapljajo predvsem v nočnem času, kar povezujejo z nočnim umikanjem njihovega plena v varnejše globinske vode.

## Zunanji viri in reference
- Uozumi (1996). Thunnus obesus . Rdeči seznam IUCN ogroženih vrst 2006. IUCN 2006. Pridobljeno: 11. maja 2006. Označen kot ranljiva vrsta (VU A1bd v2.3)
- »Thunnus obesus«. Integrirani taksonomski informacijski sistem.
- »Thunnus obesus«. FishBase, ur. Froese, Ranier & Pauly, Daniel. Različica: januar 2006.
- Tony Ayling; Geoffrey Cox (1982). Collins Guide to the Sea Fishes of New Zealand. William Collins Publishers Ltd, Auckland, New Zealand. COBISS 0-00-216987-8.
- Clover, Charles. 2004. The End of the Line: How overfishing is changing the world and what we eat. Ebury Press, London. ISBN 0-09-189780-7
- Richard W. Brill1, Keith A. Bigelow, Michael K. Musyl, Kerstin A. Fritsches, Eric J. Warrant,

'BIGEYE TUNA (THUNNUS OBESUS) BEHAVIOR AND PHYSIOLOGY AND THEIR RELEVANCE TO STOCK ASSESSMENTS AND FISHERY BIOLOGY'.  ICCAT, 2005. http://www.soest.hawaii.edu/pfrp/reprints/iccat_bigeye.pdf
- ScienceDaily (3. december 2007), 'Turning A Blind Eye To Bigeye Tuna'.  http://www.sciencedaily.com/releases/2007/11/071126144222.htm
- National Marine Fisheries Service, 'Atlantic Bigeye Tuna'. http://www.nmfs.noaa.gov/habitat/habitatprotection/profile/hms/atlantic_bigeye_tunahome.htm